# Sâmbotin
Sâmbotin – wieś w Rumunii, w okręgu Gorj, w gminie Schela. W 2011 roku liczyła 538 mieszkańców.